# Бірюкова Євгенія
Євгенія Бірюкова (нар. 18 грудня 1952) — колишня радянська професійна тенісистка з Азербайджану.
Тенісистка (правша) з Баку, Бірюкова виграла титул в одиночному розряді в 1972 році на чемпіонаті СРСР з тенісу і закінчила сезон з високим рейтингом гравця в радянському рейтингу, випередивши Ольгу Морозову.
Бірюкова протягом своєї кар'єри брала участь у головному розіграші всіх чотирьох турнірів Великого шлему. Вона була півфіналісткою парного розряду на Відкритому чемпіонаті Франції 1973 року з Моною Енн Геррант. Під час туру WTA вона вийшла в одиночному фіналі турніру в Шарлотті, який програла Евонні Гулагонг.

## WTA Фінал

### Одиночний розряд (0-1)
| Результат | Дата            | Турнір       | Суперник             | Рахунок  |
| --------- | --------------- | ------------ | -------------------- | -------- |
| Поразка   | 10 вересня 1973 | Шарлотт, США | Івонн Гулагонг-Коулі | 2–6, 0–6 |